# Уставни референдум у Хрватској 2013.
Уставни референдум о дефиницији брака у Хрватској је одржан 1. децембра 2013. Грађани су се изјашњавали да ли су за то да се у Устав Републике Хрватске унесе одредба по којој је брак животна заједница мушкарца и жене. Био је то трећи референдум у историји Хрватске, након референдума о независности и референдума о приступању Европској унији.
Референдум је расписан након што је организација У име обитељи прикупила више од 740.000 потписа грађана који подржавају уношење ове одредбе у Устав Републике Хрватске.

## Истраживања јавног мњења
| CRO Demoskop за ХРТ                                                                                              | 2. новембар 2013 | 1.300 | 54,3% | 33,6% | 12,1% |
| CRO Demoskop за ХРТ                                                                                              | 2. новембар 2013 | ВГ*   | 68%   | 26,7% | ?     |
| CRO Demoskop за ХРТ                                                                                              | 6. јун 2013      | 1.300 | 55,3% | 31,1% | ?     |
| CRO Demoskop за ХРТ                                                                                              | 6. јун 2013      | ВГ*   | 68,7% | 25%   | ?     |
| *ВГ= Вјероватни гласачи, односно испитаници који су одговорили да ће сигурно или вјероватно изаћи на референдум. |                  |       |       |       |       |

## Резултати

### Резултати по жупанијама
Највећа излазност на референдуму била је у Граду Загребу где је изашло 49,17% од укупног броја уписаних бирача, док је још у две жупаније забележена излазност преко 40 одсто. Најмања излазност била је у Личко-сењској жупанији, свега 25,20%.
У 18 жупанија и Граду Загребу гласачи су подржали уставно дефинисање брака као заједнице мушкарца и жене. Највише гласова ЗА било је у Вуковарско-сремској жупанији, и то 80,79%, док је у још 6 жупанија било преко 75% гласова ЗА. Гласачи у две жупаније су гласали против предложене уставне дефиниције брака, и то у Истарској жупанији где је било 58,23% гласова ПРОТИВ, и у Приморско-горанској жупанији где је било 53,30% гласова ПРОТИВ. 
Интересантно је и то да је у већем броју општина које су претежно насељене српским становништвом победила опција ПРОТИВ.
На општинском нивоу, изван општина у Истарској, Приморско-горанској, Вараждинској и Међимурској жупанији, референдумска иницијатива је наишла на одбијање искључиво унутар одређених општина где су Срби у Хрватској чинили већину. Те општине укључивале су Негославце, Борово, Трпињу, Маркушицу, Јагодњак, Врховине, Ервеник и Цивљане. Упркос ниском одазиву у тим подручјима, на исход у тим срединама значајно је утицала такозвана иницијатива за референдум о употреби ћирилице, која је имала за циљ ограничити службену употребу мањинских језика у Хрватској. Та иницијатива касније је проглашена неуставном.
| Жупанија                              | Бирача    | Укупно гласало | %      | За      | %      | Против  | %      | Неважећи | %     |
| ------------------------------------- | --------- | -------------- | ------ | ------- | ------ | ------- | ------ | -------- | ----- |
| Бјеловарско-билогорска                | 101.963   | 32.099         | 31,48% | 22.539  | 70,21% | 9.377   | 29,21% | 183      | 0,57% |
| Бродско-посавска                      | 141.318   | 46.866         | 33,16% | 37.409  | 79,80% | 9.183   | 19,59% | 274      | 0,58% |
| Дубровачко-неретванска                | 108.560   | 44.455         | 40,95% | 34.286  | 77,11% | 9.860   | 22,18% | 309      | 0,70% |
| Истарска                              | 188.845   | 59.463         | 31,49% | 24.427  | 41,07% | 34.634  | 58,23% | 402      | 0,68% |
| Карловачка                            | 117.383   | 41.652         | 35,48% | 28.633  | 68,73% | 12.733  | 30,57% | 286      | 0,69% |
| Копривничко-крижевачка                | 95.272    | 30.944         | 32,48% | 21.232  | 68,61% | 9.552   | 30,87% | 160      | 0,52% |
| Крапинско-загорска                    | 109.529   | 33.126         | 30,24% | 23.754  | 71,70% | 9.147   | 27,61% | 225      | 0.68% |
| Личко-сењска                          | 47.645    | 12.005         | 25,20% | 9.544   | 79,50% | 2.379   | 19,82% | 82       | 0,68% |
| Међимурска                            | 95.996    | 29.651         | 30,89% | 16.138  | 54,42% | 13.329  | 44,94% | 184      | 0,62% |
| Осјечко-барањска                      | 263.073   | 89.955         | 34,19% | 64.078  | 71,20% | 25.437  | 28,27% | 440      | 0,49% |
| Пожешко-славонска                     | 68.364    | 23.879         | 34,93% | 18.828  | 78,85% | 4.886   | 20,46% | 165      | 0,69% |
| Приморско-горанска                    | 268.981   | 95.708         | 35,58% | 44.178  | 46,15% | 51.028  | 53,30% | 502      | 0,52% |
| Сисачко-мославачка                    | 155.929   | 46.741         | 29,98% | 32.046  | 68,55% | 14.413  | 30,83% | 282      | 0,60% |
| Сплитско-далматинска                  | 405.274   | 176.639        | 43,59% | 137.281 | 77,69% | 38.343  | 21,70% | 1.015    | 0.57% |
| Шибенско-книнска                      | 106.405   | 35.350         | 33,22% | 26.216  | 74,14% | 8.915   | 25,21% | 219      | 0,62% |
| Вараждинска                           | 146.011   | 50.207         | 34,39% | 30.885  | 61,49% | 18.985  | 37,80% | 337      | 0.67% |
| Вировитичко-подравска                 | 73.296    | 23.334         | 31,84% | 17.380  | 74,47% | 5.806   | 24,88% | 148      | 0,63% |
| Вуковарско-сремска                    | 160.278   | 49.655         | 30,98% | 40.128  | 80,79% | 9.226   | 18,57% | 301      | 0.61% |
| Задарска                              | 165.572   | 55.919         | 33,77% | 42.342  | 75,72% | 13.169  | 23,55% | 408      | 0,73% |
| Загребачка                            | 271.178   | 107.765        | 39,74% | 75.274  | 69,82% | 31.927  | 29,61% | 564      | 0,52% |
| Град Загреб                           | 686.646   | 337.277        | 49,12% | 188.757 | 55,90% | 146.859 | 43,50% | 1.661    | 0,49% |
| Хрватска дијаспора                    | -         | 13.473         | -      | 11.078  | 82,17% | 2.346   | 17,40% | 49       | 0,36% |
| УКУПНО                                | 3.791.000 | 1.436.163      | 37,90% | 946.433 | 65,87% | 481.534 | 33,51% | 8.196    | 0,57% |
| Извор: Државна изборна комисија (ДИП) |           |                |        |         |        |         |        |          |       |